# Darling (software)
Darling è un layer di compatibilità free e open source per l'esecuzione di file binari nativi di macOS su Linux. Duplica le funzioni di macOS fornendo implementazioni alternative delle librerie e dei framework utilizzati dai programmi scritti per questo sistema operativo. In futuro supporterà anche i programmi scritti per iOS.